# Svavelbagge
Svavelbagge (Cteniopus sulphureus) är en skalbaggsart som först beskrevs av Carl von Linné 1758.  Svavelbagge ingår i släktet Cteniopus, och familjen svartbaggar. Enligt den finländska rödlistan är arten akut hotad i Finland. Arten är reproducerande i Sverige. Artens livsmiljö är torra gräsmarker.

## Bildgalleri

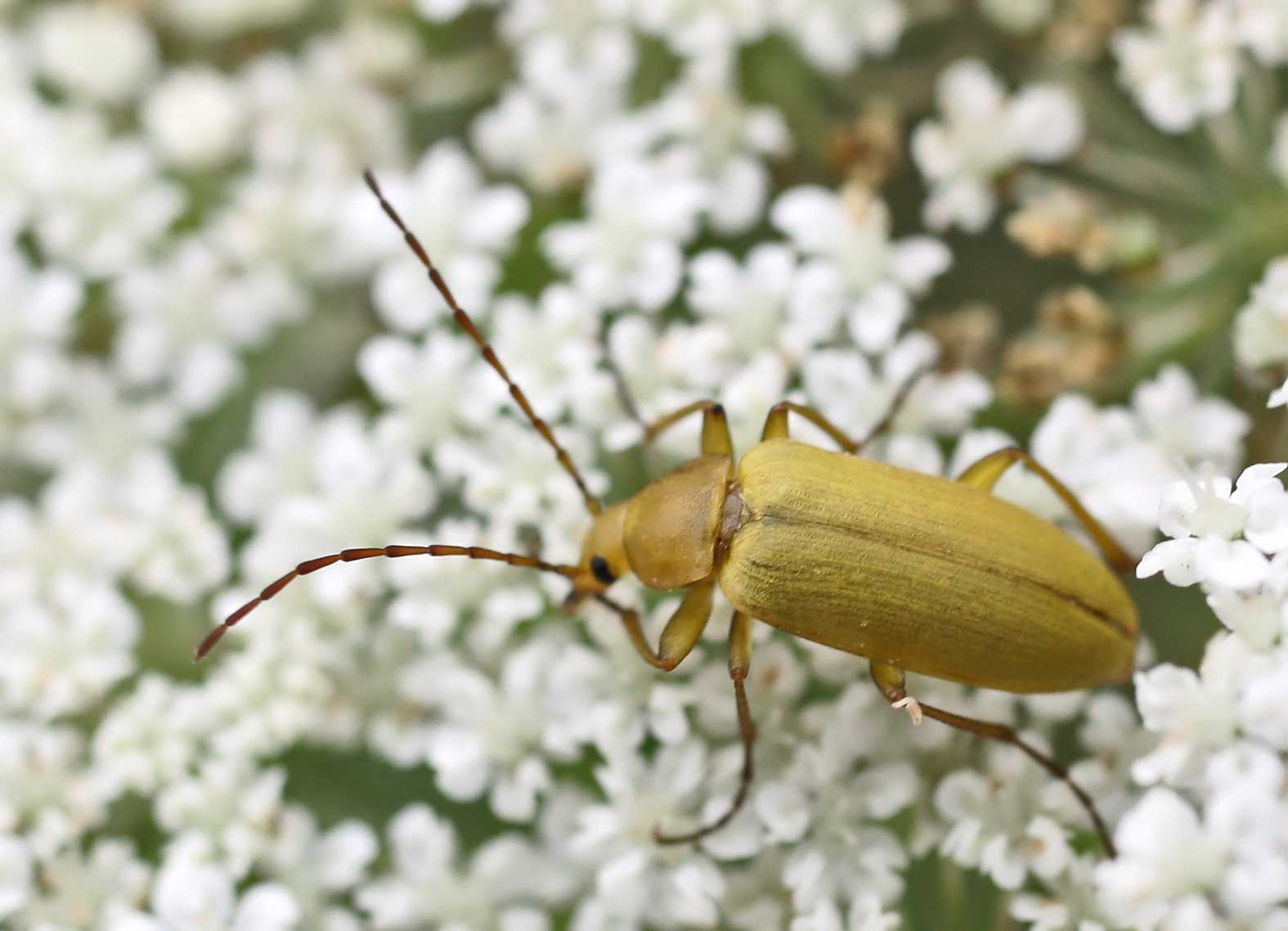
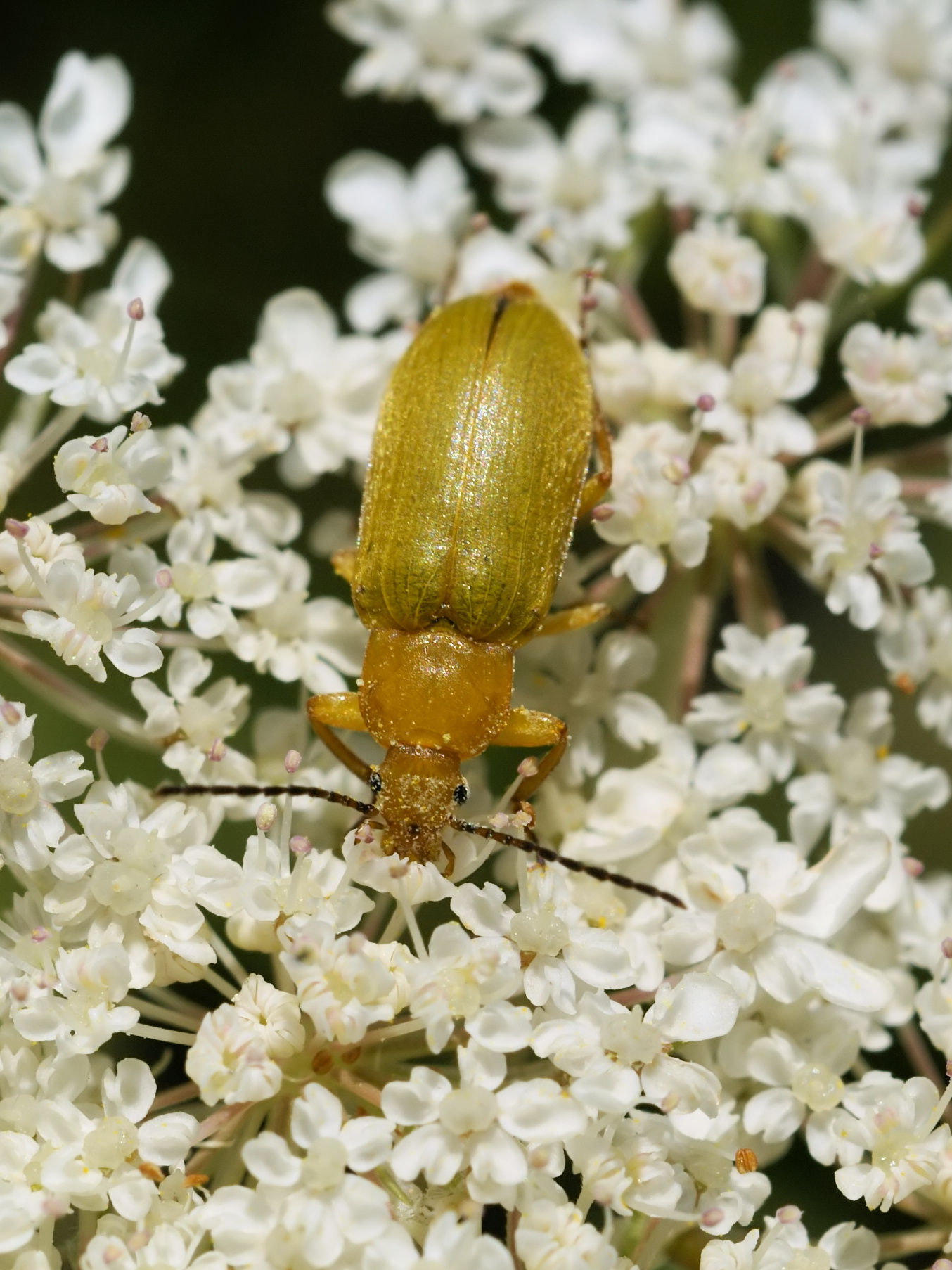
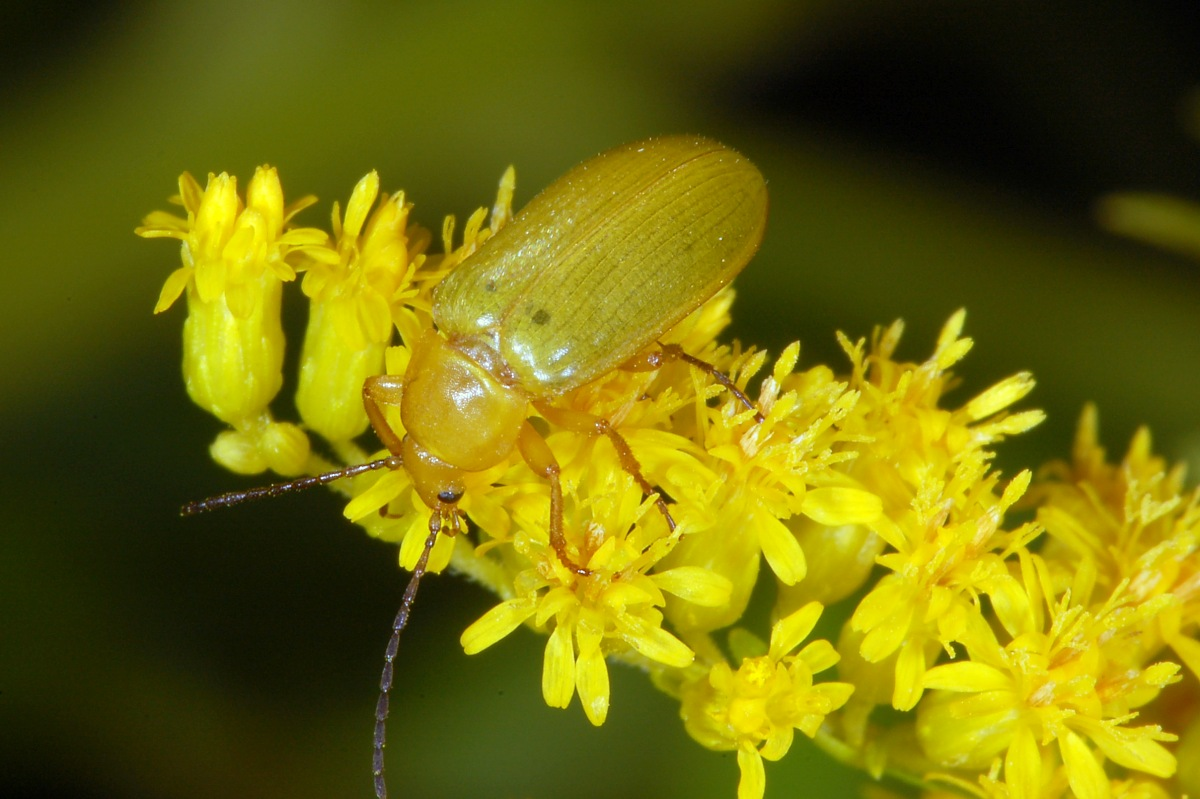